# Open Your Mind (U.S.U.R.A.)
Open Your Mind is een nummer van de Italiaanse danceact U.S.U.R.A. uit maart 1993. Het is de eerste single van hun gelijknamige album.

## Achtergrond
Het nummer bevat samples uit "New Gold Dream" van de Simple Minds uit 1982, vandaar dat de Schotse band ook op de credits van het nummer staat. Ook wordt een korte stemsample gebruikt van de hit "Solid" van Ashford & Simpson uit 1984. In de videoclip van "Open Your Mind" zijn Ronald Reagan, Benito Mussolini, Jozef Stalin, Ian Paisley, Margaret Thatcher, Richard Nixon, Mary Whitehouse en Joseph McCarthy te zien, van wie de gezichten in elkaar overlopen. De single werd een grote danshit in Europa, en behaalde de 2e positie in thuisland Italië. 
In Nederland werd de plaat veel gedraaid op de landelijke radiozenders en werd een radiohit. De single bereikte de 12e positie in de Nederlandse Top 40 en de 5e positie in de destijds nieuwe publieke hitlijst op Radio 3; de Mega Top 50.
In België bereikte de plaat de 4e positie in zowel de voorloper van de Vlaamse Ultratop 50 als de Vlaamse Radio 2 Top 30. In Wallonië werd géén notering behaald.